# 최동
최동(崔棟, 일본식 이름: 山佳棟, 1896년 2월 16일 ~ 1973년 7월 30일)은 일제강점기와 대한민국의 의학자이다. 비주류 역사학자로도 활동했다. 호는 해산(海山).

## 생애
본관은 해주이며 한성부 출신이다. 전라남도 순천군 군수를 지낸 아버지 최정익을 따라 순천 지역에서 어린 시절을 보냈다.
어머니가 세상을 떠난 뒤 아버지는 관직을 내놓고 일본에 망명 중인 박영효를 만나러 도일했다. 최동은 가톨릭 계열인 도쿄의 교세이학교(曉星學校)에서 수학했다. 이때 아버지는 이미 미국으로 떠나 안창호와 함께 활동하던 시기라 고학을 하며 공부했다. 중등 과정을 마친 뒤 미국으로 가서 캘리포니아 대학교 버클리에서 약 1년간 수학했다.
귀국 후 세브란스의학전문학교에 입학하여 1921년에 졸업했다. 모교의 해부학교실 조교로 일하다가 중국 북경협화의과 대학과 캐나다 토론토 대학교에서 연구를 계속했다. 1929년에 세브란스의학전문학교 교수로 임용되었으며, 1931년부터 3년 동안은 학교 재단이사를 겸직하기도 했다. 강의 과목은 기생충학과 병리학이었으며, 다시 일본 도호쿠 제국대학 법의학교실에서 1936년에 법의학을 연구해 박사학위를 받았다.
일제강점기 말기인 1938년에 조선기독교연합회 평의원을 지냈고 1941년에는 조선임전보국단의 발기인을 맡았다. 1941년에 동양지광이 주최한 '미영타도좌담회'에 세브란스의학전문학교 교수 자격으로 참석해 황인종의 시각에서 미국과 영국을 비난하는 내용의 강연을 한 일도 있다. 1945년 광복 직후 제4대 세브란스의학전문학교 교장에 취임하였으며,1947년 12월 4일 Severance 의과대학으로 승격시켜 6년제를 만들었고, 1955년까지 교수로 재직했다.
최동은 어릴 때부터 아버지와 교분이 있던 개화파의 박영효, 서재필, 계몽운동 계열의 안창호 등의 영향을 받았으며, 성장해서는 최남선, 정인보, 이광수로부터 지도를 받았다. 특히 신채호의 민족주의 사관에 크게 영향 받아 본업인 의학 연구 외에 역사 연구에 심혈을 기울였다.
1948년 3월 미 군정청 군정장관 딘 소장으로부터 5·10 총선거를 관리하기 위한 중앙선거위원회 위원에 임명되었다.

## 사후
2008년 민족문제연구소가 정리한 친일인명사전 수록예정자 명단 중 교육/학술 부문에 선정되었다.

## 사상
황인종의 우수성을 논하고 한민족의 시원을 먼 곳에서 찾는 최동의 논리는 《조선문제를 통하여 본 만몽(滿蒙) 문제》(1932)에서와 같이 일제의 만주 침략이나 대동아공영권 주장을 정당화하는 데 사용되기도 했다. 오랜 집필 작업 끝에 은퇴 후인 1966년에 《조선상고민족사》를 탈고했고, 이 업적으로 1968년 연세대학교에서 명예문학박사학위를 받았다.

## 같이 보기
- 우생학
- 세브란스의학전문학교
- 조선임전보국단
- 안호상
- 이범석
- 문정창
- 박창암
- 이유립
- 계연수
- 장도빈
- 이광수

## 참고자료
- 최동(崔棟) - 한국학중앙연구원
- 이규식,양정필,여인석 (2004년 12월). “최동의 생애와 학문” (PDF). 《醫史學》 제13권 (제2호): 284-296. 2016년 3월 5일에 원본 문서 (PDF)에서 보존된 문서. 2008년 4월 12일에 확인함.
- 친일인명사전편찬위원회 (2004년 12월 27일). 《일제협력단체사전 - 국내 중앙편》. 서울: 민족문제연구소. 389,535,585쪽쪽. ISBN 8995330724.